# Минько, Олег Терентьевич
Оле́г Тере́нтьевич Минько́ (укр. Олег Терентійович Мінько; 3 августа 1938, Макеевка — 20 ноября 2013, Львов) — украинский художник и преподаватель, представитель львовской художественной школы. Заслуженный художник Украинской ССР (1972), Народный художник Украины (2009).

## Биография
Войну семья Минько пережила в селе Носачив Черкасской области, откуда родом был отец Олега Минько, в 1944 году они вернулись в Макеевку. Мать Антонина Андреевна работала бухгалтером в тресте «Макеевстрой», отец Терентий Иванович — экономистом в механическом цехе на Макеевском металлургическом заводе. После школы Олег окончил Макеевский металлургический техникум. С детства очень любил рисовать и мечтал стать художником. Прадед О. Минька, по преданию, был иконописцем.
В 1959 году Минько поступил во Львовский государственный институт прикладного и декоративного искусства на отдел художественного ткачества (сейчас Львовская национальная академия искусств). Его преподавателями были живописцы и педагоги Роман Сельский и Карл Звиринский.
После окончания института в 1965 году работал мастером ткацкого цеха Львовского художественно-производственного комбината, а через 5 лет стал руководителем этого цеха. С 1971 по 1982 год работал художником монументального цеха Львовского художественно-производственного комбината. С 1982 года был старшим преподавателем кафедры художественного текстиля Львовского государственного института прикладного и декоративного искусства, а затем — её руководителем.

### Творчество
Своё творчество Олег Минько начал сразу с абстракций, минимальными средствами выражая свои внутренние переживания. Одна из первых абстрактных композиций, «Игра в карты», была написана в 1961 году. Абстракции (1963—1965) дали Олегу Минько полную свободу в поисках непознанного. Работы «Замковая щель», «Чёрная маска», «Пещера», «Чёрные прямоугольники», «Лунный свет», «Композиция из прямоугольников» точно выверены, строгие, аскетические. Цветовая гамма состоит из тёмных насыщенных благородных цветов: чёрный, серый, коричневый, тёмно-синий, бронзовый. Период абстрактной живописи у Олега Минько продолжался до 1965 года. Затем он начал искать новое выражение своих переживаний. Так появилось направление, которое Олег Минько условно называл «фигуративным».
В 1967—1969 годах была написана серия «Жизнь масок». В это время главным объектом творческих поисков художника стала историческая и социальная тематика. Он экспериментирует с человеческими фигурами в пространстве своих картин и пытается завуалировано, эзоповым языком живописи выразить свой протест против того, что происходит в обществе. Так родилась новая серия философско-метафорических картин, написанных в 1968—1972 годах: «Ностальгия», «Боль», «Человек с яблоком» («Иллюзионист»), «Крик», «Бессмыслица». Эти картины — откровенная реакция художника на усиление давления тоталитарной власти.
В 1970 году Олег Минько стал членом Союза художников.
В творчестве Олега Минько стали появляться новые сюжеты на историческую тематику — это картины, воспевающие казачество, оплакивающие павших героев: «Казак», «Смерть кошевого», «Степью», «Поэма о далёкой степи». В этих произведениях отчётливо прочитывается сугубо украинское, национальное, что волнует художника: осмысление прошлого, славных времен казачества, боль за судьбу Украины, пророчество будущего, забота о нашем настоящем. Позже, после творческого кризиса в течение почти восьми лет, эта серия получила основательное продолжение: «Триполье», «Бандурист», «Князь Святослав», «Память деда», «Пророк». Особенно поражает полотно «Смерть кошевого», которое хранится во Львовской галерее искусств.
Ориентировочно с 1970 по 1978 год живописец переживал затяжную творческую депрессию, которую сам называл «периодом молчания», спровоцированную длительным психологическим напряжением, которое усилилось после арестов друзей, слежения и постоянных вызовов в КГБ, негласного запрета выставлять свои картины, общего обострения ситуации в тоталитарном обществе.
С началом нового творческого периода художник будто пережил второе рождение, своеобразный катарсис, прорыв: с 1978 года начался новый, выставочный этап в биографии художника.
В 1981 году во Львовской картинной галерее состоялась экспозиция известных львовских художников Олега Минько, Зиновия Флинты и Любомира Медвидя. Она вошла в историю под названием «Выставка трёх» и стала ярким явлением, «глотком чистой родниковой воды» в художественной среде.
После успеха выставки не только во Львове, но и в Киеве, Вильнюсе и Москве О. Минько, Л. Медвидю и З. Флинте было присвоено звание «Заслуженный художник УССР».
Придерживаясь индивидуальной живописной традиции, в конце 1980-х — начале 1990-х годов художник привнёс в свои произведения новые элементы и только ему характерные формальные решения, создал свой неповторимый мир, где его герои существуют одновременно в прошлом, настоящем и будущем, или в параллельных мирах.
Ключевое место в творчестве Олега Минько разных лет занимал образ человека, его судьбы. Художник затрагивал философские вопросы рождения человека, его назначения на Земле, роли во Вселенной. В картинах «Боль», «Ностальгия», «Муки», «Покаяние», «Две фигуры», «Земные муки», «Белая фигура», «Откровение», «Человек и ягнёнок», «Химеры», «Девушка с птицей», «Всадник», «Мужчина в кресле» преобладает не радость жизни, а его драматизм, трагедийность, что подчёркивается и тёмной палитрой цветов и оттенков.
Очень часто на полотнах Олега Минько встречается загадочная белая фигура: «Фигура и белые каллы», «Обнажённая в лесу», «Белая фигура», «Снег в лесу»… Эта деформированная женская, а иногда и неопределенного пола, фигура может символизировать женщину, судьбу, Украину и даже смерть.
В конце 2000-х годов Минько начал новый цикл «Исчезнувшие цивилизации», в котором звучат мотивы экзистенциальных переживаний живописца по поводу будущего человечества.